# Brad Little
Brad Little, född 15 februari 1954 i Emmett, Idaho, är en amerikansk republikansk politiker. Han är guvernör i Idaho sedan den 6 januari 2019. Han var viceguvernör i delstaten Idaho från 2009 till 2019.
Little utexaminerades från University of Idaho och var sedan verksam som ranchägare. Idahos viceguvernör Jim Risch tillträdde 2009 ämbetet som senator och guvernör Butch Otter utnämnde Little till viceguvernör. I valet av viceguvernör den 2 november 2010 fick Little 67,8 procent av rösterna, vilket var en större majoritet än vad Otter fick i själva guvernörsvalet.
I juni 2016, meddelade Little sin kandidatur för guvernörsvalet i Idaho år 2018. Little utsågs till den republikanska kandidaten i guvernörsvalet år 2018 och mötte demokraten Paulette Jordan i november.
Brad är gift med Teresa Soulen sedan år 1978 och har två barn.